# Malajflugsnappare
För fågelarten Anthipes solitaris, se rostbrynad flugsnappare.
Malajflugsnappare (Cyornis turcosus) är en fågel i familjen flugsnappare inom ordningen tättingar.

## Utseende och läte
Malajflugsnappare är en liten (13–14 cm) flugsnappare med gnistrande blå ovansida, ljusorange på bröstet och vit på buken. Den något blekare honan har vitaktig strupe, medan hanens är blå. Huvudet är olikt många andra Cyornis-flugsnappare relativt jämnblått, utan tydligt ljusare eller mörkare fläckar. Det ljusare och mindre utbredda orangeröda på bröstet är också ett karakteristiskt kännetecken. Sången består av korta mjuka serier med utdragna pipiga visslingar.

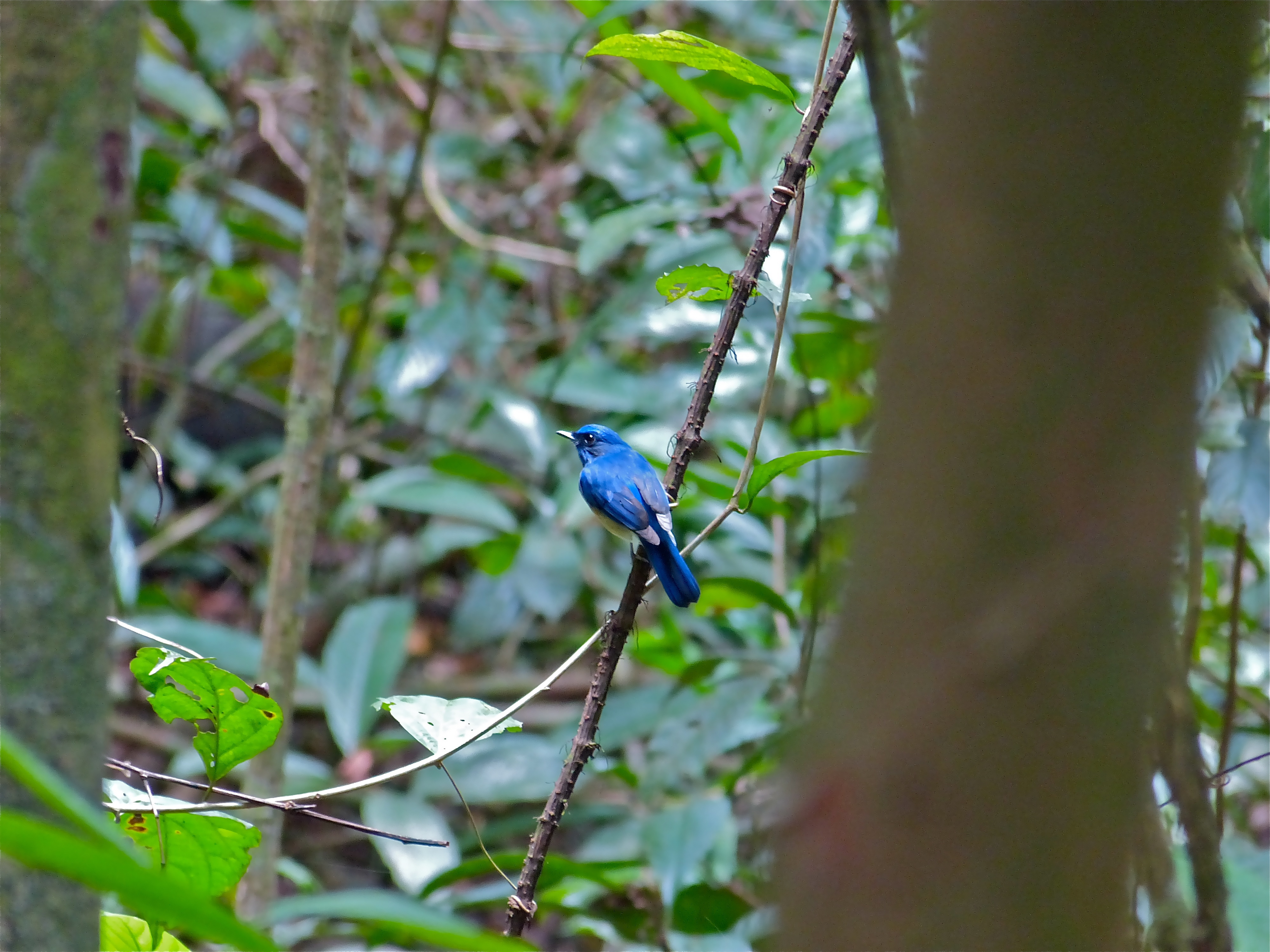

## Utbredning och systematik
Fågeln förekommer på södra Malackahalvön, Sumatra och Borneo. Den behandlas som monotypisk, det vill säga att den inte delas in i några underarter.

## Levnadssätt
Malajflugsnapparen hittas enbart i låglänta områden, där den är begränsad till skyddade flodnära skogar på Sumatra och Malackahalvön, men på Borneo även i olika typer av både torra och fuktiga skogar. Den ses enstaka eller i par, födosökande genom utfall mot flygande insekter från låg sittplats intill ett vattendrag.

### Häckning
Malajflugsnappare häckar från april till åtminstone juni. Nyligen flygga ungar har noterats i september. Honan bygger ett litet skålformat bo som placeras upp till tre meter ovan mark. Däri läggs två ägg. Endast honan ruvar, men båda könen hjälps åt att mata ungarna.

## Status
Malajflugsnapparen har ett stort utbredningsområde, men minskar i antal till följd av skogsavverkningar, så pass att naturvårdsunionen IUCN listar den som nära hotad. Beståndet har inte uppskattats, men den beskrivs som sällsynt och lokalt förekommande på Malackahalvön men vanlig på Borneo.